# 중일본 고속도로
중일본고속도로주식회사(中日本高速道路株式会社 나카니혼코소쿠도로[*], Central Nippon Expressway Company Limited)는 고속도로주식회사법에 의해 설립된 특수회사이다. 중일본 지역의 고속도로, 자동차 전용도로 등을 관리 운영한다. 약칭은 NEXCO 나카니혼(NEXCO 중일본, NEXCO中日本)이며, 일반에게 홍보하거나 광고할 때는 약칭을 정식 명칭처럼 쓴다.

## 개요
2005년 10월 1일에 설립되었다.
도로관계 4공단의 민영화 방식으로서 채용된 상하 분리 방식에 있어서, 도로시설의 관리 운영(이른바 윗부분)을 업무로 한다. 도로시설의 보유를 목적으로 설립되는 독립 행정법인 일본 고속도로 보유·채무 상환 기구에서 도로시설을 빌리는 형태를 취한다. 고속도로 등의 신규건설도 사업내용에 포함되지만 완성된 도로는 기구가 (건설 채무도 포함시켜) 보유하게 된다.
브랜드 슬로건은 ‘길의 내일로.’(みちの明日へ。)이며, 브랜드 컬러는 ‘넥스코 오렌지’(■)로 불리는 오렌지색이다. 중부 일본 지역이 활발한 성황을 이미지한, 힘세게 생생하게 한 오렌지 색이라고 하고 있다. 영업 지역의 많은 부분이 공통된 도메이 고속도로와 병행되는 도카이도 신칸센을 관리하는 도카이 여객철도와 동일한 색이다.
지사
- 도쿄 지사 - 도쿄 도 미나토 구(도쿄 도, 가나가와 현, 시즈오카 현을 관할)
  - 2008년 7월 28일에 요코하마 지사와 도쿄 사무소를 통합해 설립되었다
- 나고야 지사 - 나고야 시 나카구(도카이 3현과 나가노 현의 일부, 시가 현을 관할)
  - 2007년 3월 31일까지의 조직 명칭은 "중부지구 지배인"
- 하치오지 지사 - 도쿄 도 하치오지 시(도쿄 도(동명고속 이외), 야마나시 현 전역, 시즈오카 현의 일부, 나가노 현의 일부를 관할)
- 가나자와 지사 - 이시카와 현 가나자와 시(호쿠리쿠 지방을 관할)

2008년 7월 27일까지 있었던 지사와 사무소
- 요코하마 지사 - 요코하마 시 고호쿠 구
- 도쿄 사무소 - 도쿄 도 미나토 구

## 사업 범위
대체로 주부 지방(니가타현 전역 및 나가노현, 도야마현의 일부를 제외한다)에 있어서 일본도로공단이 관리하고 있었던 고속도로 및 자동차전용도로가 사업범위가 되지만, 가나가와현, 도쿄도, 시가현의 일부노선을 포함한다. 이것은 노선단위로 범위를 구분하는 것에 더해, 동시에 설립되는 NEXCO 동일본 및 NEXCO 서일본과의 수입 밸런스를 고려했기 때문으로 여겨진다.

## 같이 보기
- 동일본 고속도로 (NEXCO 동일본)
- 서일본 고속도로 (NEXCO 서일본)